# تخفيف الضغط عن العصب الوجهي
تخفيف الضغط عن العصب الوجهي (بالإنجليزية: Facial nerve decompression)‏ هي نوع من جراحات تخفيف الضغط، يخفف فيها الجراح الضغط عن العصب الوجهي.

## أسباب الضغط على العصب الوجهي
يمكن أن يؤثر الضغط على العصب الطرفي للوجه على التوصيل الكهربي في العصب، ما يعني أن العصب غير قادر على توصيل الإشارة العصبية من الوجه إلى الدماغ ومن الدماغ إلى العضلات. ربما يصاب الغلاف المياليني للعصب، ما يؤدي إلى إزالة الميالين (داء مزيل للميالين) وتنكس العصب في المنطقة المصابة، ولكنه لا يؤثر على المحور العصبي بعيدًا عن المنطقة المصابة. 
العصب الوجهي عصب مختلط (أي أنه يحتوي على ألياف عصبية حسية وألياف عصبية حركية) وبالتالي يؤدي تعرضه للضغط إلى أعراض حسية (كالخدران والتخدير والنَمَل والوخز) ويصاب المريض أيضا بعجز حركي. يُوصى بالتدخل الجراحي في الكثير من الحالات لأن العصب يتليف (يتحول إلى نسيج ليفي) بعد 3 أو 4 شهور، وتصير عملية تخفيف الضغط على العصب بعد ذلك بلا فائدة. 
هناك ثلاثة أنماط لوقوع العصب الوجهي تحت الضغط. يحدد نوع الإصابة مآل الضغط على العصب. 
- شلل مؤقت للعصب: لا يحدث فيه تنكس واليرياني، ويتعافى المريض بسرعة ويستعيد وظائف العصب بالكامل.
- انتهاك المحوار: يحدث فيه تنكس واليرياني ونخر في الجزء البعيد (أي موت جزء من العصب بعد الضغط). التعافي غير كامل.
- تهتك العصب: تشمل تلك الإصابة غمد الليف العصبي بالتنكس الواليرياني. التعافي صعب في هذا النوع.

هناك العديد من الأسباب التي تؤدي إلى الضغط على عصب الوجه، تُناقش بالأسفل. 

### شَلَلُ بِلْ
عبارة عن ضعف جزئي أو كلي في عضلات تعبيرات الوجه. يحدث الضغط على العصب الوجهي في هذه الحالة غالباً نتيجة وذمة العصب والاحتقان الوعائي الشديد. لم يُعرف سبب الضغط على العصب الوجهي في هذه الحالة، لذلك يُطلق عليه أحياناً شلل بيل مجهول السبب. 

### هربس نطاقي أذني
يحدث نتيجة الإصابة بعدوى فيروسية مرتبطة بفيروس هيربس مصيباً صماغ الأذن وجوف المحارة. يُصاب هذا المريض في بعض الحالات بالصمم والدوار. تُعرف تلك الحالة باسم متلازمة رامزي هنت. 

### متلازمة ميلكيرسون روزينثال
تحدث قبل سن 18 وترتبط بشلل متكرر ووذمة في العصب الوجهي. 

### كسور الجمجمة
في أغلب الحالات تكون الكسور في صورة كسر طولي في العظم الصخري والعظم الصدغي، ما يسبب الضغط على  العصب. 

### إصابة الولادة
قد يؤدي استخدام الملقط أثناء الولادة إلى إصابة العصب الوجهي. تنضغط العظام بين اللوحين من العظام البدائية من القسم الخشائي من العظم الصدغي، فتضغط بدورها على العصب الوجهي. 

### التهاب الأذن الوسطى القيحي
وذمة والتهاب يؤديان إلى إصابة قناة العصب الوجهي والضغط على العصب الوجهي. 

### انتفاخ الغدة النكفية
يسبب الخراج أو الورم في الغدة النكفية الضغط على الجزء الحركي من العصب الوجهي ويسبب شللا وجهيا نصفيا. 

### الأورام
تحدث تلك الحالة بسبب بعض الأورام مثل ورم غمد الليف العصبي. ربما تضغط بعض الأروام الأخرى على العصب الوجهي بطول مساره، فقط يضغط عليه ورم وعائي دموي أو ورم العصب السمعي وأورام الغدة النكفية أو انبثاث الأورام الأخرى. 
تشمل الأسباب الأخرى العدوى الفيروسية أو البكتيرية أو الفطرية مثل الجديري والعدوى المكورة العقدية أو داء المبيضات ...إلخ

## الاختبارات
هناك العديد من الاختبارت الطبية اللازمة لتحديد الاحتياج إلى إجراء عملية تخفيف الضغط عن العصب الوجهي من عدمه، وتظهِر تلك الاختبارات درجة إصابة العصب كذلك. 

### التحفيز الغلفاني
يُطبَّق على الثقبة الإبرية الخشائية تيار مستمر وتقيَّم نتيجة الاختبار بالاستجابة المرئية. لا يُستخدم هذا الاختبار حالياً وليس له قيمة مآلية. 

### اختبار الاستثارية العصبية
يوضع في هذا الاختبار قطبان كهربيان على الجذع الأساسي للعصب، ويُحفز العصب حتى تظهر الاستجابة المرئية من الجانب الطبيعي، وتُجرى نفس العملية في الجانب المريض. يُحسب الفرق في التيار المطلوب لإنتاج الاستجابة من كل جانب. إذا كان الفرق أعلى من 3.5 مللي أمبير، يقترح ذلك إصابة العصب بالتنكس المحوري. إذا كان الفرق يفوق 20 مللي أمبير، فإن ذلك يتطلب تدخلاً جراحياً بجراحة تخفيف الضغط في الحال. 

### اختبار التحفيز الأقصى
يزيد التيار الكهربائي في هذا الاختبار لتحفيز العصب حتى ظهور ارتجاف بالوجه ثم مقارنة الجانب المصاب. تُقاس الاختلافات بين الجانبين، فتكون متساوية أو أقل أو لا استجابة. إنه اختبار مؤلم للغاية. 

### تخطيط كهربائية العصب
يوضع قطبا الاختبار مباشرة على جذع العصب ويُطبق عليه محفز فوق عتبي، ويُقاس جهد الفعل الكهربي للعضلات على جانبي الوجه.

### تخطيط كهربائية العضل
يوضع قطبا الاختبار على العضلات مباشرة، ويُقاس جهد الفعل الكهربي المركب بينهما.

### تخطيط كهربائية العضل الإرادي
يفيد في تحديد تخطيط كهربائية العصب الإيجابي الكاذب. وجود جهد فعل مركب في تخطيط كهربائية العضل الإرادي علامة على المآل الجيد للمرض. 

## دواعي الاستعمال وموانعه
من دواعي الاستعمال:
- الاختلاف بين الجانب المصاب والجانب الطبيعي في تخطيط كهربائية العصب بنسبة 90%.
- شلل كامل للعصب الوجهي.
- غياب جهد فعل مركب إرادي للعضلة في تخطيط كهربائية العضلة الإرادي.
- الصمم المتزايد أو الدوار.
- الشكوى من مرور 14 يوم من بداية حدوث الشلل الكامل.
- رغبة المريض بدخول العملية.[1]

## موانع الاستعمال
عندما تكون الصفيحة الانتهائية الحركية للوحدة العضلية لا وظيفية؛ لأن هذا يعني أن الضغط استمر فترة طويلة لدرجة استبدال النسيج العصبي بنسيج ليفي مع ضمور عضلات الوجه. 
في كبار السن؛ لأن تعافي العصب عندهم يحدث ببطء شديد. 
ربما يستفيد مرضى شلل بيل أو متلازمة رامزي هنت من عملية تخفيف الضغط عن العصب الوجهي، ولكن ذلك ما يزال محل جدل. 

## العملية
تهدف عملية تخفيف الضغط عن العصب الوجهي إلى فتح المنطقة المصابة والغلاف العصبي، وتخفيف الضغط. يؤدي تخفيف الضغط عن الألياف العصبية إلى تحسين الدورة الدموية للعصب ويقلل من تلف الألياف الأقصى في مسار العصب.
هناك العديد من المقاربات الجراحية لتحقيق عملية تخفيف الضغط: 
- مقاربة حفرة القحف المتوسطة.[2]
- مقاربة الطريق التيهي.[2]

يمكن إجراء عملية تخفيف الضغط بالكامل من خلال الدمج بين هاتين العمليتين.

## مقاربة طريق الصدغ (حفرة القحف المتوسطة)
تُستخدم تلك المقاربة لفتح الصماخ السمعي الداخلي والجزء الطبلي من مسار العصب الوجهي. 
تُفتح الحفرة القحفية الوسطى لفتح الصماخ السمعي الداخلي والجزء التيهي من العصب الوجهي، إذا كان الهدف هو الحفاظ على السمع. يمكن الوصول للعقدة الركبية والجزء الطبلي وإجراء عملية تخفيف الضغط فيهما من خلال تلك المقاربة أيضاً. 

### دواعي الاستعمال
تُعتبر مقاربة حفرة القحف المتوسطة الوسيلة الوحيدة لكشف كامل الصماخ السمعي الداخلي والجزء التيهي مع الحفاظ على السمع. يمكن الدمج بين مقاربة طريق القسم الخشائي من العظم الصدغي مع مقاربة الطريق التيهي الخلفي من رؤية كامل مسار العصب الوجهي والحفاظ على وظائف الأذن الداخلية. تُستخدم مقاربة حفرة القحف المتوسطة بكثرة لتخفيف الضغط عن العصب الوجهي في حالة شلل بيل والكسر الطولي في عظام الصدغ. ربما تكون تلك المقاربة مفيدة في حالة الورم الشفاني للعصب السابع أو العصب الثامن، بالإضافة إلى مرضى متلازمة ميلكيرسون روزينثال. 

### المضاعفات
فقدان السمع التوصيلي أو الحسي بعد الجراحة.
التهاب السحايا أو وذمة الفص الصدغي من الدماغ أو الورم الدموي فوق الجافية، بعد الجراحة.
نزيف غير محكوم أو إصابة الصماخ السمعي الداخلي، وهي المضاعفة الأخطر أثناء العملية.

## مقاربة الطريق التيهي

### العملية
تُجرى تلك العملية للمرضى المصابين بفقدان كامل للسمع، إذ يجري الجراح قطعاً جراحياً في الجلد من قمة الخشاء إلى فروة الرأس ذهابًا للمؤخرة لمسافة 5-6 سم، ثم الاتجاه للمقدمة مرة أخرى، باتجاه قمة صوان الأذن بالتوازي مع القطع السفلي. يكتمل القطع في العضلة الصدغية بعد قطع الجلد ومقاربة الطريق التيهي المعيارية بتخفيف الضغط عن العصب الوجهي بالكامل من خلال الثقبة الإبرية الخشائية إلى الصماخ السمعي الداخلي. 

## دواعي الجراحة
الورم الشفاني للعصب الدهليزي، وقطع العصب الدهليزي، والضغط على العصب الدهليزي، وورم الأغشية السحائية، وكسر قاعدة الجمجمة، والضغط على العصب الوجهي، وانشقاق القناة شبه الدائرية العليا، وأورام قاعدة الجمجمة، وورم الكوليستيرول الحبيبي، وأم الدم.

### المضاعفات
تسرب السائل الشوكي والتهاب السحايا، والصداع، ومضاعفات الأوعية الدموية داخل الجمجمة، وإصابة العصب الوجهي، وإصابة الأعصاب القحفية الأخرى، واضطرابات في التعويض الدهليزي.